# New Town (Key West)
New Town ist ein Stadtviertel im Zentrum von Key West auf der Insel Key West in den Florida Keys. 

## Lage
Es handelt sich um den Teil der Insel östlich der 1st Street und nördlich von Flagler Avenue. In diesem Viertel gibt es vorwiegend Wohngebiete, aber auch Einkaufszentren, Einzelhändler, Schulen, Sportplätze und südlich von dort liegt auch der Key West International Airport. 